# Freno de emergencia (tren)

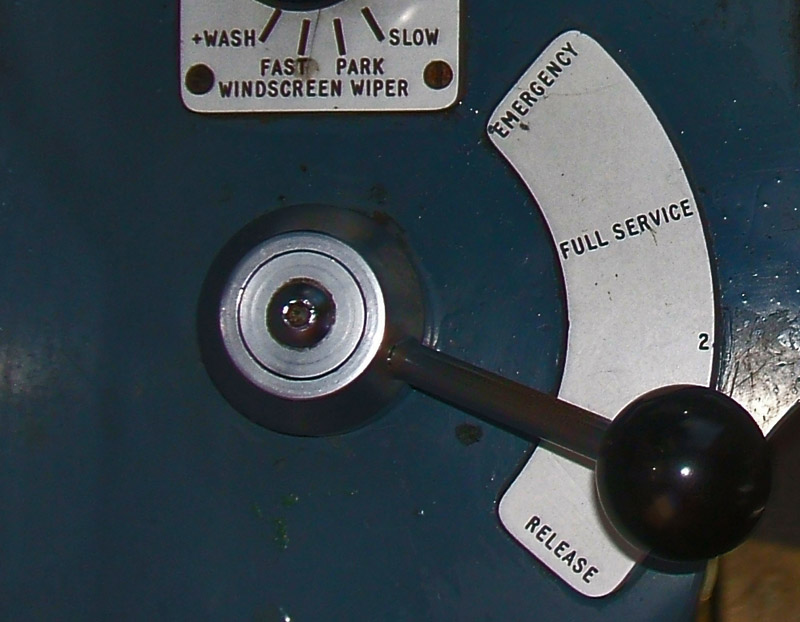
El mango de freno del conductor en una unidad eléctrica múltiple del Reino Unido

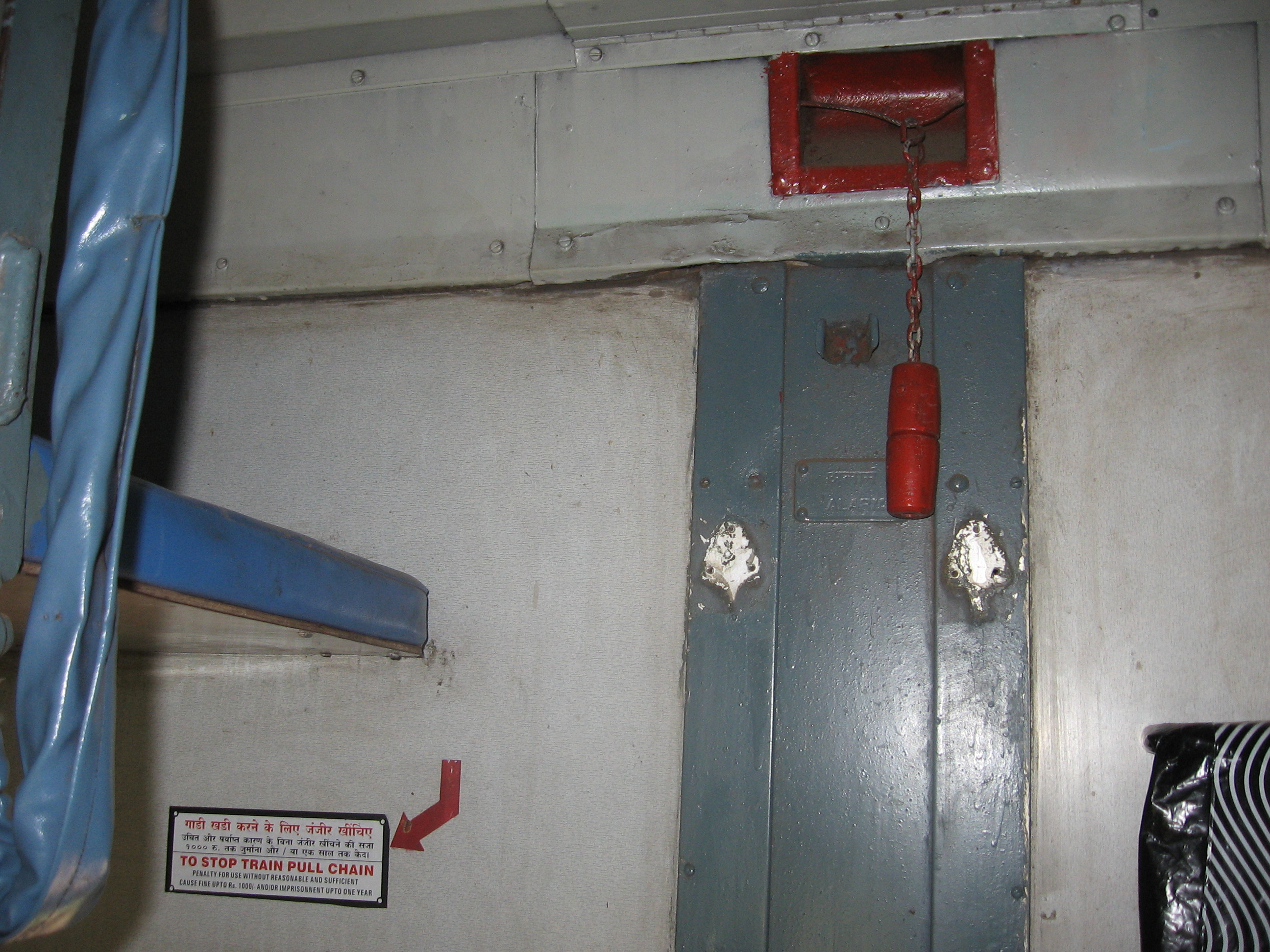
Freno de emergencia en un tren en India

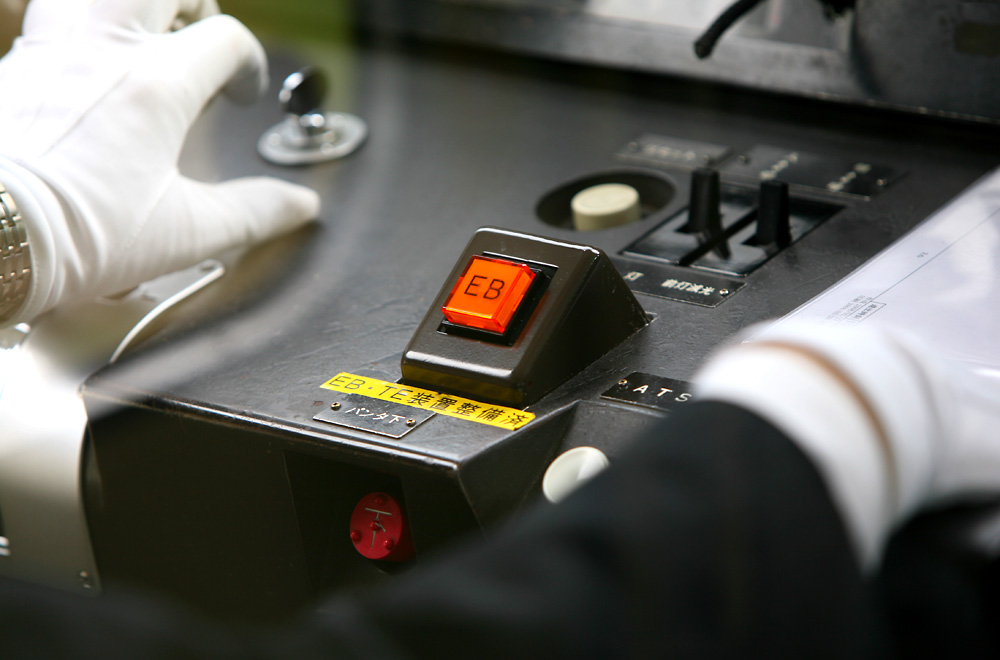
Un botón EB de reinicialización en un JR West 221 serie EMU

En tecnología ferroviaria, el término freno de emergencia tiene varios significados:
- La fuerza máxima de freno disponible al maquinista de su sistema convencional de frenando, normalmente operado al llevar el mango de freno a su posición más lejana, a través de un mecanismo de puerta, o empujando un pulsador separado en la cabina.
- Un mecanismo completamente separado del sistema convencional de frenando, diseñado para parar el tren tan deprisa como sea posible.
- Una palanca o una argolla que puede ser accionada por un pasajero en una situación de emergencia, ya sea parando el tren directamente o enviando una alarma para que el conductor pueda parar el tren.

El freno de emergencia aplica considerablemente más fuerza de frenando que el freno de servicio convencional. El maquinista o conductor solo utilizará el freno de emergencia como último recurso, ya que puede causar daños al material móvil y/o a la vía; incluso con modernas protecciones de deslizamiento de rueda, un tren puede formar planos en las ruedas o deformarlas, y el perfil de los raíles mismos puede resultar dañado.

## Imágenes
|  |  |